# Lubuk Lanjang
Lubuk Lanjang is een bestuurslaag in het regentschap Padang Lawas Utara van de provincie Noord-Sumatra, Indonesië. Lubuk Lanjang telt 246 inwoners (volkstelling 2010).